# سن-آندره، کبک
سن-آندره (به فرانسوی: Saint-André) شهری در منطقه شهری کاموراسکا ناحیه با-سن-لوران در استان کبک کانادا است. در سرشماری سال ۲۰۱۱ این شهر ۶۷۷ نفر جمعیت داشته‌است و مساحت آن ۶۸٫۹۴ کیلومتر مربع است.